# Iophon variopocillatum
Iophon variopocillatum är en svampdjursart som beskrevs av Alander 1942. Enligt Catalogue of Life ingår Iophon variopocillatum i släktet Iophon och familjen Acarnidae, men enligt Dyntaxa är tillhörigheten istället släktet Iophon och familjen Iophonidae.
Artens utbredningsområde är havet utanför Sverige. Arten är reproducerande i Sverige. Inga underarter finns listade i Catalogue of Life.